# Moacir Silva
Dom Moacir Silva (São José dos Campos, 16 de julho de 1954) é um arcebispo católico, Arcebispo de Ribeirão Preto.

## Biografia
Moacir Silva é sacerdote e arcebispo da Arquidiocese de Ribeirão Preto. Natural de São José dos Campos, cursou o ensino fundamental na Escola do Bom Retiro. O ensino médio fez no Seminário Diocesano Santo Antônio, em Taubaté. Quando jovem trabalhou na fábrica da General Motors em São José dos Campos, quando resolveu por ingressar no seminário e se tornar padre. Ingressou no seminário no dia 6 de fevereiro de 1976.
Fez o Curso Filosófico, entre 1980 e 1982, no Seminário Bom Jesus, em Aparecida e o Curso Teológico, entre 1983 e 1986, no Instituto Teológico Sagrado Coração de Jesus, em Taubaté. Foi ordenado sacerdote em 6 de dezembro de 1986, sendo o sexto padre a ser ordenado na Diocese. Em 1999-2000 fez pós-graduação em Direito Canônico pelo Instituto de Direito Canônico “Pe. Dr. Giuseppe Benito Pegoraro”, de São Paulo, filiado a Pontifícia Universidade Lateranense de Roma e Mestrado em Direito Canônico pela Lateranense, em 24 de maio de 2002.
Em 20 de outubro de 2004 foi escolhido como bispo da diocese vacante da qual governava como administrador diocesano. Em 11 de dezembro de 2004 foi sagrado bispo, pelas mãos de Dom José Nelson Westrupp e pelos co-sagrantes Dom Raymundo Damasceno Assis e Dom Dimas Lara Barbosa.
Em 24 de abril de 2013, foi nomeado Arcebispo de Ribeirão Preto, pelo Papa Francisco.
Em 18 de agosto de 2021 foi nomeado pelo Papa Francisco como Administrador apostólico da São João do Rio Preto
Em 7 de dezembro de 2023 foi nomeado pelo Papa Francisco como Administrador apostólico da São João da Boa Vista

## Vida sacerdotal
Foi Vigário paroquial da Paróquia Catedral de São Dimas entre 1987-1988, em São José dos Campos. Pároco da Paróquia Coração de Jesus  entre 1989-1992, em São José dos Campos. Pároco da Paróquia da Catedral de São Dimas, de 1993 até dezembro de 2004. Vigário Geral da Diocese de São José dos Campos de 27 de dezembro de 1992 a 1 de outubro de 2003. Juiz do Tribunal Interdiocesano de Aparecida de 1995 até novembro de 2004. Membro da Equipe de Formação dos Seminaristas da Teologia de 1987 até dezembro de 2004. Vice-reitor da Residência Teológica Pe. Rodolfo de 1999 até dezembro de 2004. Foi nomeado Monsenhor e Administrador Diocesano da Diocese de São José dos Campos de 1 de dezembro de 2003 até dezembro de 2004, quando foi escolhido para ser o novo bispo da Diocese, que estava vacante até o momento.

## Funções atuais
- Presidente da Comissão de Liturgia do Regional Sul 1 – CNBB
- Presidente da Sub-Região Aparecida – Regional Sul 1 – CNBB
- Membro da Comissão Episcopal para os Tribunais Eclesiásticos de Segunda Instância
- Membro do Conselho Econômico do CELAM (Conferência Episcopal Latino-Americana)

## Ordenações

### Ordenações episcopais
- Ilson de Jesus Montanari (2013)
- Paulo Renato Fernandes Gonçalves de Campos (2023)
- Eugênio Barbosa Martins, S.S.S. (2024)

E foi consagrante de:
- José Roberto Fortes Palau (2014)
- Levi Bonatto, Opus Dei (2014)
- Moacir Aparecido de Freitas (2016)
- Rogério Augusto das Neves (2022)